# Sulochana Gadgil
Sulochana Gadgil   (Pune, 7 de juny de 1944 - Bangalore, 24 de juliol de 2025) va ser una meteoròloga índia del Centre de Ciències Atmosfèriques i Oceàniques (CAOS, per les seves sigles en anglès) a Bangalore. Estudià com són i perquè es formen els monsons, així com estratègies agrícoles per a fer front a la variabilitat pluviomètrica i el modelatge de fenòmens ecològics i evolutius. La seva recerca va dur al descobriment d'una característica bàsica de la variació subestacional en les bandes de núvols dels monsons. Va demostrar que els monsons no són una gegantesca brisa de terra-mar, sinó que són una manifestació de la migració estacional d'un sistema d'escala planetària que es veu a través de les regions no monsòniques. En col·laboració amb el camperolat va definir estratègies agrícoles adaptades a la variabilitat de les precipitacions en diferents regions de l'Índia.

## Biografia
Va néixer l'any 1944 a Pune, Índia. Forma part d'un conegut llinatge genealògic: el seu besavi va ser ministre de l'estat de Tonk i és conegut pels seus heroics esforços per ajudar durant les sequeres severes. El seu avi i el seu pare van ser metges respectats en el seu temps. Igualment, el seu avi va ser un activista per la llibertat i va acollir diversos participants actius de la lluita contra el domini colonial a casa seva.
Gadgil es va escolaritzar a Pune, en llengua marathi. Després, va cursar la secundària en anglès, a la Vall de Rishi (en un internat d'Andhra Pradesh). Va tornar a Pune, per estudiar un grau a la Facultat de Fergusson, on va optar per la història natural combinada amb química, física, i matemàtica. En aquesta conjuntura, es va comprometre amb Madhav Gadgil, un company d'estudis i junts van decidir seguir la carrera científica. Tots dos van ingressar, amb beca a la Universitat Harvard.

## Retorn a l'Índia
L'any 1971, va retornar a l'Índia amb el seu marit, també acadèmic de Harvard. Va ingressar a l'Institut Indi de Meteorologia Tropical com a oficial CSIR durant dos anys, amb els científics R. Ananthakrishnan i D.R Sikka. Va ser reclutada com a membre del Centre d'Estudis Teòric (CTS), també juntament amb el seu marit, matemàtic especialitat en ecologia. Simultàniament, estava creant una nova institució: el Centre de Ciències Atmosfèriques i Oceàniques (CAOS).

## Vida privada
Està casada amb Madhav Gadgil, un ecóleg, i tenen una filla i un fill.